# Pedro Marcattini
Pedro Florindo Marcattini fue un político argentino, intendente municipal de la ciudad de Córdoba entre 1935 y 1936.

## Datos biográficos
Nació en Córdoba el 9 de febrero de 1894 y sus padres fueron Juan Marcattini y Virginia Brasca.
Integrante del Partido Demócrata de Córdoba, en noviembre de 1931 fue elegido concejal de la ciudad capital. Asumió su banca el 22 de febrero de 1932. 
En 1935, en los comicios para elegir al nuevo intendente venció el postulante de la Unión Cívica Radical. Este triunfo opositor motivó directamente la renuncia del intendente demócrata David L. Caro, quien dejó el cargo en manos del presidente del Concejo Deliberante, Alfredo C. Ortiz, el 5 de diciembre. Poco después, siguiendo el procedimiento establecido ante la renuncia del titular, el cuerpo resolvió designar a Marcattini como intendente para completar el período, asumiendo el 20 de diciembre de 1935.
Su gabinete estuvo integrado por Felipe Yofre Pizarro como secretario de gobierno y hacienda y Roberto Ortiz Molina como secretario de obras públicas e higiene. En un lapso de poco más de cuatro meses, se dedicó a equilibrar las finanzas de la municipalidad, ajustando el presupuesto, ejerciendo controles de la venta ambulante y aumentando la recaudación, a pesar de realizarse una rebaja impositiva del 10%, además de abonar sueldos adeudados del personal de la comuna.
El 1° de mayo de 1936 Marcattini entregó el mando al intendente electo, Donato Latella Frías. En 1958 fue candidato a gobernador de Córdoba por el Partido Conservador Popular.